# Helina breviplumosa
Helina breviplumosa är en tvåvingeart som beskrevs av Fritz Isidore van Emden 1965. Helina breviplumosa ingår i släktet Helina och familjen husflugor.
Artens utbredningsområde är Myanmar. Inga underarter finns listade i Catalogue of Life.